# Зелёное (Новоукраинский район)
Зелёное (укр. Зелене) — село в Новомиргородской городской общине Новоукраинского района Кировоградской области Украины.
До 2020 года входило в Новомиргородский район
Население по переписи 2001 года составляло 149 человек. Почтовый индекс — 26021. Телефонный код — 05256. Код КОАТУУ — 3523881304.